# Sierre
Sierre (en allemand : Siders) est une ville et une commune suisse du canton du Valais, chef-lieu du district de Sierre.
Située dans la vallée du Rhône, à la limite de la frontière des langues, à 17 km en amont de Sion, elle est la quatrième plus grande ville du canton. Réputée pour être la ville la plus ensoleillée de Suisse, elle est surnommée la « Cité du soleil », d'où l'écusson du soleil sur le drapeau. Sa population se monte à 18'020 habitants au 31.12.2024.

## Géographie
Située à 533 m d’altitude, Sierre s’étend sur un territoire marqué par un relief vallonné, avec six collines caractéristiques entourant la plaine du Rhône. La commune est à proximité de sites alpins majeurs comme Crans-Montana et le val d’Anniviers. Elle intègre aussi des zones naturelles protégées, comme le bois de Finges. Grâce à son microclimat, elle bénéficie d’un ensoleillement exceptionnel (≈300 jours/an), ce qui lui vaut son surnom.

### Communes limitrophes
Les communes limitrophes sont Anniviers, Chalais, Chippis, Crans-Montana, Grône, Lens, Noble-Contrée, Saint-Léonard et Salquenen.

### La commune et les quartiers
Le territoire de Sierre s'étend sur 19,18 km2. Lors du relevé de 2013-2018, les surfaces d'habitations et d'infrastructures représentaient 36,0 % de sa superficie, les surfaces agricoles 31,9 %, les surfaces boisées 22,4 % et les surfaces improductives 9,8 %.
La commune de Sierre comprend, outre la ville de Sierre, les villages de Granges, Noës et Muraz.
Les quartiers historiques de la ville sont :
- Le Bourg qui, avec le quartier de Bellevue, forme le centre-ville (Hôtel de ville, château des Vidômes, Av. Général Guisan) ;
- Glarey (Est) ;
- Borzuat (Nord-Est) ;
- Bottire (Nord-Est) ;
- Tservettaz (Nord) ;
- Muraz (Nord) ;
- Villa (Ouest) et Les Liddes.

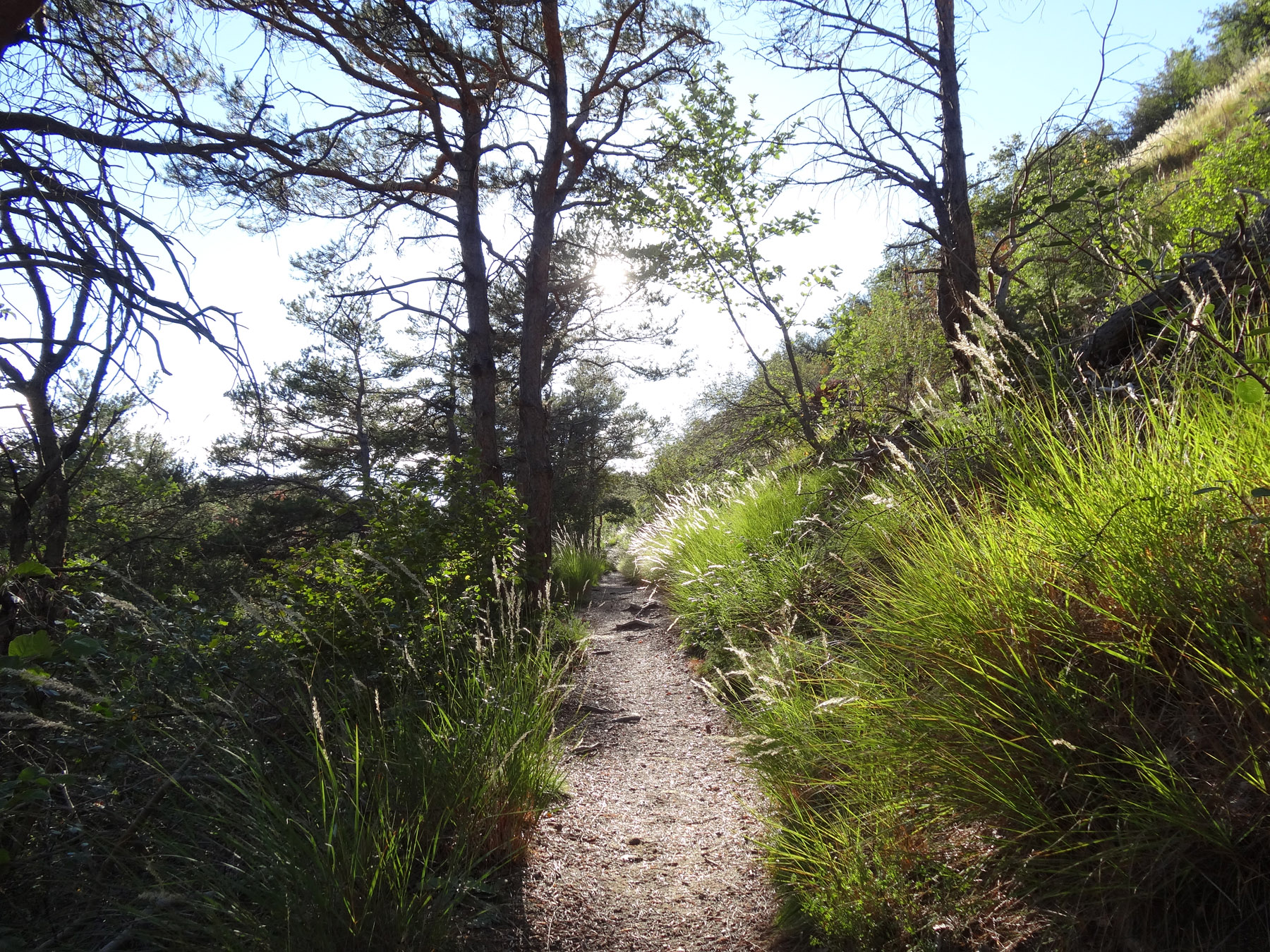
Forêt de Finges, Parcours vita, Sierre.

La ville possède des attraits naturels touristiques intéressants. La forêt de Finges, l'une des plus grandes pinèdes d'Europe occidentale, est une réserve naturelle située directement à l'est de la ville, sur la rive gauche du Rhône. Les lacs situés entre les collines de la ville (lac de Géronde et Petits Lacs) offrent des aires de détente et de rencontre à proximité immédiate du centre-ville.

#### Granges
Granges est un village faisant partie de la commune de Sierre depuis la fusion de 1972, à la suite d'une faillite de celui-ci. Le village compte quelque 2 000 habitants (2014).
Le plus grand parc d'attractions de Suisse, Happyland, se trouve à proximité du village.

#### Muraz
Ce quartier est situé au Nord de Sierre. Il se trouve au milieu du vignoble, à environ 15 minutes du centre-ville. Son église, dédiée à saint Martin, fut construite en 1854.

#### Noës

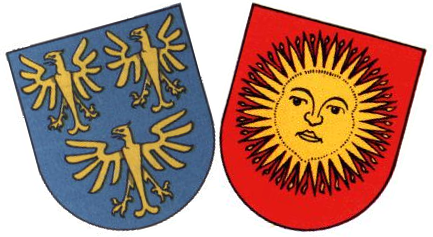
Armoiries de Noës.

Aux environs de 1900, Noës était un hameau situé sur la commune de Granges. Il servait surtout de pied-à-terre pour les familles de Saint-Jean, Mayoux et Pinsec qui pratiquaient la transhumance entre les vignes en plaine, l'élevage du bétail et l'agriculture dans le val d'Anniviers. Entre le XIIIe siècle et le XXe siècle, les gens du Val d’Anniviers étaient des nomades.
Lors de ces transhumances, les familles se déplaçaient en communauté, avaient leur école et venaient avec leur instituteur (le « régent » dans la dénomination de l'époque). Le village était habité principalement au printemps et en automne.
Entre 1900 et 1920, les premiers couples s'établissent à demeure. Ce ne sont pas uniquement des Anniviards qui se fixent à Noës mais aussi des familles venant de la région. L'usine d'aluminium de Chippis a été inaugurée en 1908 et constitue aujourd'hui encore un employeur important pour Sierre et ses environs.
En 1927, les villageois décidèrent de construire une église  consacrée à sainte Thérèse de Lisieux. On peut s'étonner des dimensions données à l'édifice pour un si petit village. Mais plusieurs familles anniviardes se sédentarisèrent, car les hommes trouvèrent du travail dans la région.

### Transport
La gare de Sierre est desservie par la ligne du Simplon. Sierre est traversée par la route principale 9, et l'autoroute A9 parcours la commune au sud de la ville. La ville bénéficie également d'un réseau de bus régional, ainsi que du funiculaire SMC qui facilite l'accès à Crans-Montana. La mobilité douce est encouragée à travers des aménagements cyclables et piétons

#### Bus
La Ville de Sierre dispose aussi de plusieurs lignes de bus :
- Ligne 1 : Île Falcon - Centre-ville - Téléphérique de Chalais ;
- Ligne 2 : Muraz - Centre-ville ;
- Ligne 3 : Gare routière / CFF - Home Beaulieu ;
- Ligne 4 : Gare routière / CFF - Sous Géronde.

## Toponymie
Le nom de la commune dérive très probablement du nom de personne latin Sitrius, propriétaire d'un domaine dans la région. Ses premières occurrences écrites remontent à 800, sous les formes de Sidrium et Sidrio.
La commune est surnommée la Cité du Soleil.
Son nom allemand est Siders.

## Histoire

Photo aérienne (1949). (La photo est prise depuis la Noble Contrée, plus ou moins au-dessus de Veyras, et l'objectif regarde vers le Rhône — que l'on aperçoit tout au fond à gauche de l'image, avec les usines d'aluminium du site de Sierre.)

L'histoire de la ville de Sierre est très étroitement liée à l'histoire de l'évêché de Sion et du canton du Valais.
C'est probablement sur la colline de Géronde qu'il faut rechercher les vestiges de la première habitat à Sierre. On y a trouvé des objets de toutes les époques : de l'âge du fer, du bronze, de la Tène ancienne (-450-280), de l'époque romaine et de l'époque gauloise. Jusqu'à l'annexion du Valais à l'Empire romain en l'an 15 av. J.-C., les Celtes auraient occupé la région dont en particulier la colline de Géronde.
D'après certains historiens, depuis le VIe siècle, Sierre appartenait à l'abbaye de Saint-Maurice. La première mention de Sierre daterait d’ailleurs de 515, quand la « curtis » de Géronde est donnée par S. Sigismond à l’abbaye d’Agaune. Puis en 1052, la cité passa sous l'autorité de l'évêque de Sion qui en confia l'administration à un vidomne. Cette charge fut exercée par les grandes familles de la région.
L'évêque fit construire un château sur la colline de Géronde. Celui-ci, ainsi que la bourgade qui s'était développée alentour, ont été détruits en 1417 pendant la guerre dite de Rarogne. Au XIIIe siècle, le bourg du Vieux-Sierre se développa à l'ouest de Géronde et ainsi, à travers la dernière période du Moyen Âge, sa destinée demeura unie à celle du Valais épiscopal et liée aux luttes des dizains (dixains) pour leur émancipation.

Après le départ des Français en 1813, le Valais se divisa entre le Haut et le Bas. Une nouvelle Constitution fut adoptée le 12 mai 1815 et, le 4 août 1815, le Valais devint le vingtième canton de la Confédération suisse. Malgré l'adoption de cette Constitution cantonale, les tensions entre les anciens dizains libéraux du Bas et les dizains du Haut, conservateurs, ne cessèrent pas. Entre 1839 et 1840, à la suite de la séparation momentanée entre le Bas-Valais, adhérent de la nouvelle Constitution, et le Haut-Valais défenseur du Pacte fédéral de 1815 imposé par la Sainte-Alliance, Sierre fut le siège du gouvernement du Haut-Valais, et Sion, celui du gouvernement du Bas-Valais. La division prit fin en avril 1840, à la suite de la victoire du Bas-Valais à Saint-Léonard.

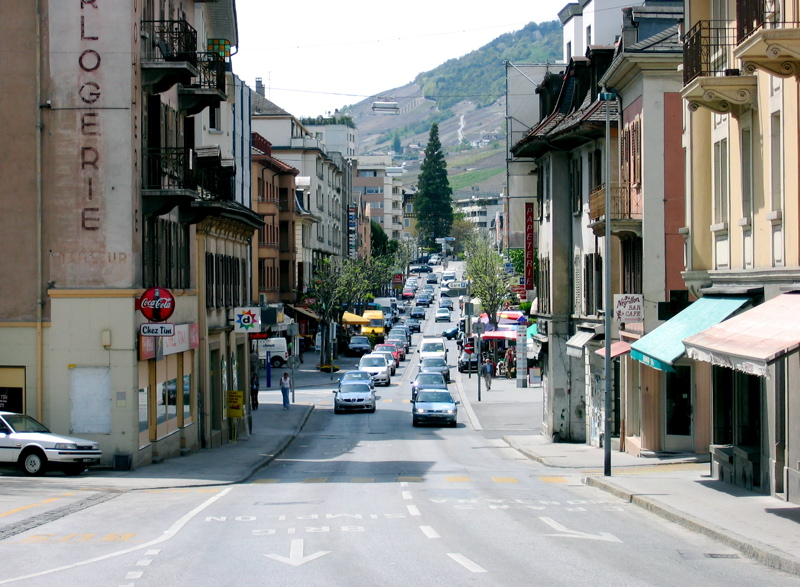
L'avenue Général Guisan.

Avec le développement du tourisme au XIXe siècle et l'arrivée de la ligne de chemin de fer en 1868, Sierre devient un centre touristique.
Elle sera aussi une cité industrielle à partir de 1905, année qui voit l'ouverture d'une usine d'aluminium à Chippis, suivie par l'installation de laminoirs sur le territoire de la commune en 1929.
En 1972, la commune de Granges fusionne avec la commune de Sierre.

## Politique

### Conseil municipal
Le conseil municipal est le pouvoir exécutif de la ville. Le Conseil municipal compte neuf membres élus au suffrage universel tous les quatre ans. Il est dirigé par un président.
Pour la législature 2024-2028, le Conseil municipal est composé de quatre membres du Centre (+1 par rapport à la législature 2020-2024), de deux membres du Parti socialiste (PS), d'un membre du Parti libéral-radical (PLR ; -2), d'un membre de l'Union démocratique du centre (UDC ; +1) et d'un membre des Verts.

### Conseil général

Composition législature 2024-2028

Le conseil général est le pouvoir législatif de la ville. Le Conseil général compte 60 membres élus au suffrage universel tous les quatre ans.
Durant la législature 2024-2028, le Conseil général est composé de 18 élus du Centre (inchangé par rapport à 2020-2024), 15 élus du PLR (-1 par rapport à 2020-2024), 12 élus du PS (+3), 8 élus de l'UDC (+2) et 7 élus des Verts (-4).

### Présidents de Sierre
- 1848-1852 : Elie de Courten.
- 1852-1853 : Eugène de Courten.
- 1853-1855 : Joseph de Preux.
- 1855-1856 : Jean Anthoine.
- 1857-1870 : Frédéric de Courten.
- 1871-1874 : Victor de Chastonay.
- 1875-1880 : Théodore de Preux.
- 1881-1888 : Victor de Chastonay.
- 1889-1896 : Théodore de Preux.
- 1897-1908 : César de Sépibus.
- 1909-1912 : Michel Zufferey.
- 1913-1916 : Pierre-Marie Zwissig, PRD.
- 1917-1939 : Maurice Bonvin, PRD.
- 1939-1948 : Marcel Gard, PRD.
- 1949-1956 : Elie Zwissig, PRD.
- 1957-1970 : Maurice Salzmann, PDC.
- 1971-1980 : Pierre de Chastonay, PDC.
- 1981-1988 : Victor Berclaz, PRD.
- 1989-1992 : Serge Sierro, PRD.
- 1993-2000 : Charles-Albert Antille, PRD.
- 2001-2008 : Manfred Stucky, PDC.
- 2009-2016 : François Genoud, PLR.
- 2017- : Pierre Berthod, PDC puis Le Centre.

### Jumelages
Sierre fait partie d'un groupe de six villes jumelées :  Aubenas (France),  Cesenatico (Italie),  Delfzijl (Pays-Bas),  Schwarzenbek (Allemagne) depuis 1955 et  Zelzate (Belgique).

## Population et société

### Gentilé et surnom
Les habitants de la commune se nomment  Sierrois.
Ils sont surnommés les Chigratses ou les Chiratses (dérivé de l'ancien nom de la commune, Chirro).

### Démographie

#### Évolution de la population
La commune compte 17 663 habitants au 31 décembre 2023 pour une densité de population de 921 hab/km2. Sur la période 2010-2023, sa population a augmenté de 13,8 % (canton : 17,0 % ; Suisse : 9,4 %). Au 31 décembre 2021, l’agglomération de Sierre compte 27 041 habitants. 

#### Pyramide des âges
En 2023, le taux de personnes de moins de 30 ans s'élève à 30,8 %, similaire à la valeur cantonale (31 %). Le taux de personnes de plus de 60 ans est quant à lui de 28,3 %, alors qu'il est de 27,5 % au niveau cantonal.
La même année, la commune compte 8 596 hommes pour 9 067 femmes, soit un taux de 48,7 % d'hommes, inférieur à celui du canton (49,9 %).
| Hommes | Classe d’âge | Femmes |
| ------ | ------------ | ------ |
| 0,8    | 90 ans ou +  | 1,7    |
| 8,9    | 75 à 89 ans  | 11,6   |
| 16,2   | 60 à 74 ans  | 17,4   |
| 20,0   | 45 à 59 ans  | 19,7   |
| 22,0   | 30 à 44 ans  | 20,2   |
| 17,8   | 15 à 29 ans  | 16,3   |
| 14,4   | - de 14 ans  | 13,1   |

| Hommes | Classe d’âge | Femmes |
| ------ | ------------ | ------ |
| 0,6    | 90 ans ou +  | 1,3    |
| 8,0    | 75 à 89 ans  | 10,1   |
| 17,1   | 60 à 74 ans  | 17,9   |
| 21,0   | 45 à 59 ans  | 20,7   |
| 21,3   | 30 à 44 ans  | 20,1   |
| 17,3   | 15 à 29 ans  | 16,0   |
| 14,7   | - de 14 ans  | 14,0   |

### Langues
En 1880, Sierre était germanophone. Puis cette commune a changé de région linguistique.
Les langues les plus parlées (chiffres 2011) sont le français (66 %), le portugais (11 %), l'allemand (9 %) et l'italien (8 %).

### Éducation
Outre les écoles des degrés primaire et secondaire, Sierre accueille des établissements de formation tertiaire. Trois d'entre eux sont rattachés à la Haute École spécialisée de Suisse occidentale Valais (HES-SO Valais-Wallis, anciennement HEVs). Tout d'abord, la Haute École de gestion et tourisme, filières d'informatique de gestion (anciennement ESIS), d'économie d'entreprise (anciennement ESCEA - École supérieure de cadres pour l'économie et l'administration) et de tourisme (anciennement EST - École suisse de tourisme). Ensuite, la Haute École de Travail social, filière Travail social (formations d'éducateurs spécialisés, d'assistants sociaux et d'animateurs socioculturels). Enfin, l'École de design et haute école d'art du Valais (EDHEA).

C'est aussi à Sierre que se trouve UniDistance, qui est un centre de formation universitaire à distance. En 2008 s'est ouverte l'École de couture de Sierre, qui offre une formation de créateur-créatrice de vêtements. 

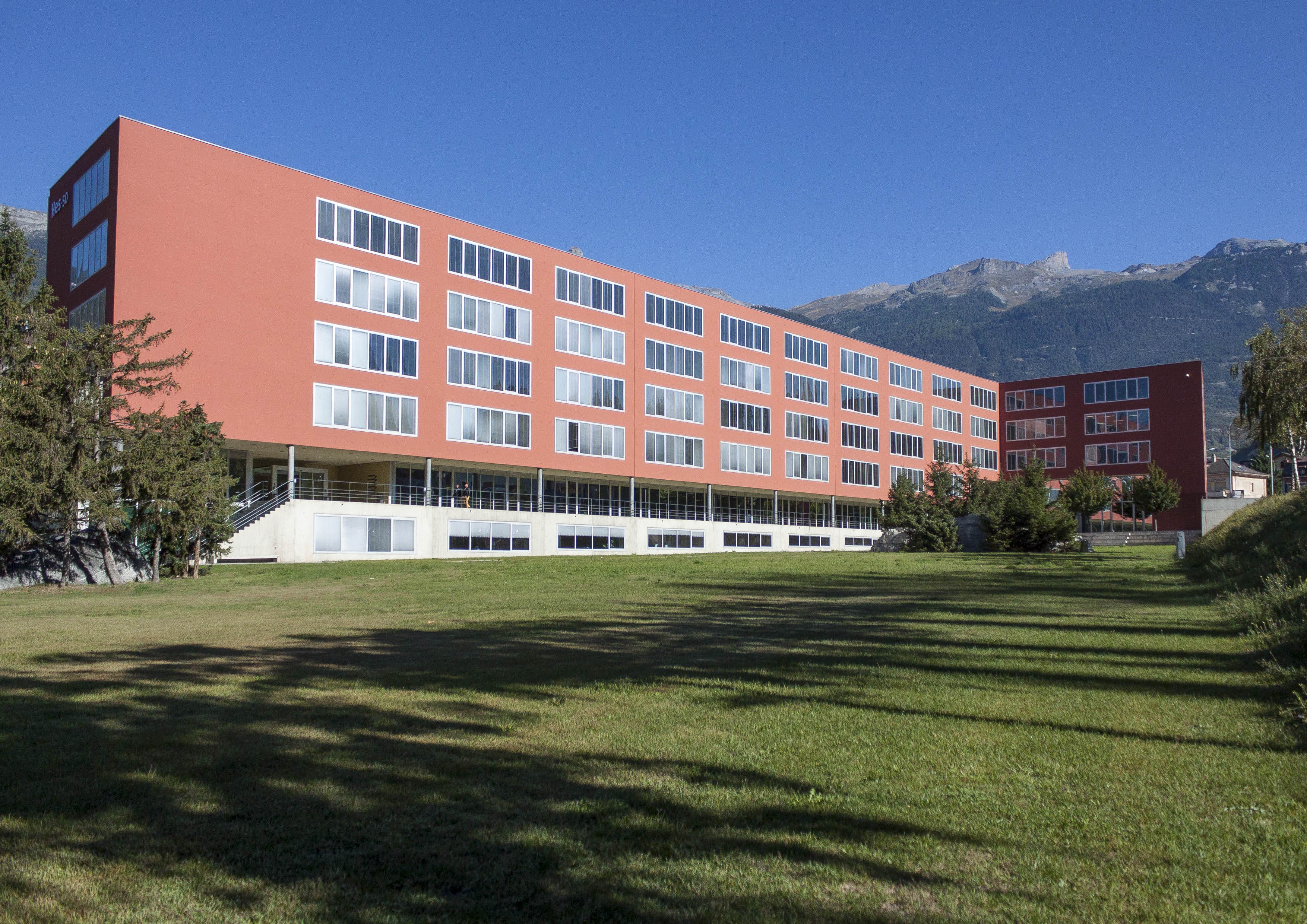
Campus de la HES-SO Valais-Wallis à Sierre.

### Services et équipements publics
La Bibliothèque-Médiathèque Sierre (BMS), fondée en 1976 et sise sur la place "Notre-Dame des Marais" depuis 1996, accueille ses usagers 6 jours par semaine. Avec une collection d'environ 60'000 documents (livres, DVD et documents numériques), la BMS propose des activités de médiation pour tous les publics : promotion de la lecture, bibliothèque troisième lieu riche en animations, expositions à "l'espace 100 titres" et visites de classes.

### Sports
Plus de 40 clubs sportifs sont actifs dans la ville. En outre, Sierre est le point de départ de la course Sierre-Zinal.

#### Hockey et football
Le HC Sierre-Anniviers évoluait en LNB Suisse depuis 1998 jusqu'à la saison 2012-2013. La création du club remontait à 1933. Le Club dont le logo était un soleil évoluait dans la patinoire de Graben surnommée le "Chaudron Sierrois", elle peut accueillir près de 5 000 personnes. Sa faillite a été prononcée en 2013 et le club devra repartir depuis les ligues amateurs. La ville a aussi un club de street-hockey, les Sierre Lion's, qui évolue en LNA et a remporté plusieurs fois la coupe de Suisse. Le club a aussi accueilli les championnats européens de street-hockey, et à cette occasion il est arrivé en quarts de finale. Troisième spécialité, le unihockey: créé en 2001, le UHC Sierre-challenge a une équipe qui joue en 2e ligue féminine et une autre qui a atteint la 3e ligue masculine.
En football, le FC Sierre évolue en 2e ligue inter Suisse. Le club a fêté ses 100 ans en 2008.

#### Autres sports
Le Sierre Basket, qui évolue en LNA féminine, est le plus ancien club valaisan dans cette discipline. Sa première équipe féminine a été championne suisse de LNB en 2006 et 2008 ; elle a aussi gagné la coupe de Suisse en 2007 et participé à la FIBA EuroCup (coupe d'Europe) en 2008. En 2009, Sierre Basket a été champion suisse de Ligue National A (D1) féminine. La ville possède aussi le cercle d'escrime de Sierre, fondé en 1997 par l'ancien champion d'escrime et médaillé olympique Guy Evéquoz. Le club a décroché plusieurs médailles en championnat d'Europe, notamment avec Éléonore Evéquoz qui, en 2005, a été vice-championne d'Europe Junior p.
En sport pédestre, la ville organise tous les ans une des plus célèbres courses de montagne au monde : Sierre-Zinal. Le parcours relie la Cité du soleil au village de Zinal, situé 1 100 mètres plus haut, dans le Val d'Anniviers. La dénivellation est importante : sur 31 kilomètres, de Sierre au point culminant (2 425 m), le parcours s'élève de quelque 2 200 mètres, avant de redescendre jusqu'à Zinal (1 680 m). La ville a également accueilli le départ de la course Sierre-Crans-Montana de 1969 à 1991.

### Médias
C'est à Sierre qu'est née la première télévision locale de Suisse, Canal 9. La première émission date de septembre 1984. Depuis la chaîne s'est d'abord étendue dans tout le Valais Romand avant d'être également diffusée dans le Haut-Valais sous le nom de Kanal 9. Elle touche 190 000 téléspectateurs. Le Journal de Sierre retrace la vie de la région.

## Économie
La cité a pris son essor au début du XXe siècle, grâce au développement de l'hydroélectricité, à l’établissement d’une industrie d’aluminium (Alusuisse) et à l’ouverture de nombreux ateliers d’artisanat. Les usines d'aluminium Alcan et Novelis (anciennement Alusuisse) occupent près de 1 200 personnes à Sierre et Chippis. Dans les années 1980, la création d'entreprises spécialisées dans l’informatique et la communication donnent une nouvelle impulsion aux activités économiques. En 2016, le site Techno-pôle (aujourd'hui nommé TechnoArk), accueille 520 employés occupés par 65 entreprises nationales et internationales, dont des start-up, majoritairement actives dans le domaine des technologies de l'information. Les principales entreprises de la ville sont Constellium, Novelis, et le Groupe fédération laitière valaisanne (Valcrème et Vallait) qui a été racheté en 2014 par Cremo.
On trouve aussi à Sierre l'Institut de recherche Icare.

## Culture et patrimoine

### Patrimoine bâti

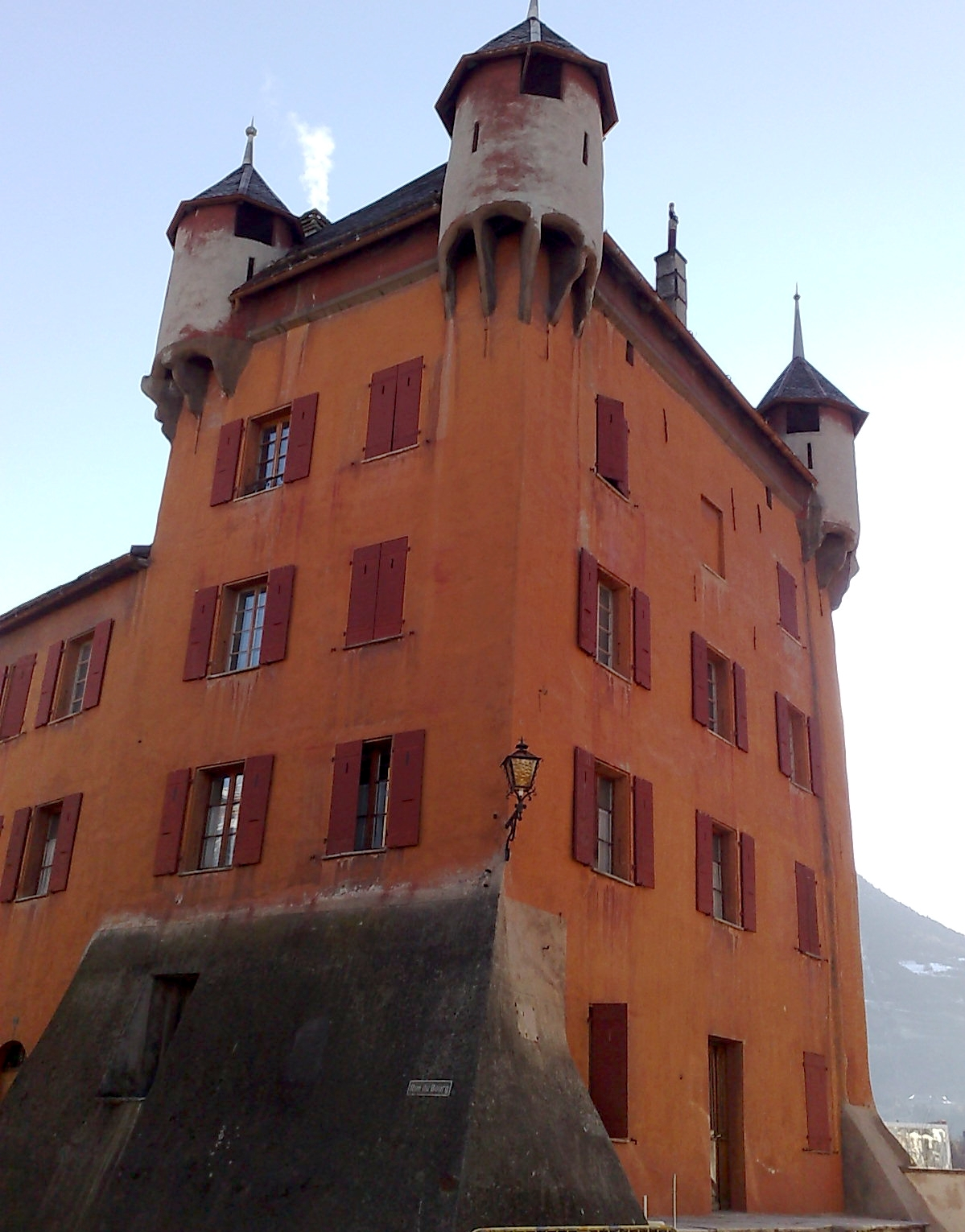
Le château des Vidomnes.

Sierre compte quelques édifices dignes d'intérêt, tant civils que religieux.
Dans la rue principale du bourg primitif s'élève l'ancien château des vidames ou des vidomnes de Sierre qui date du XVe siècle (1490) et qui fut occupé par la famille de Chevron, puis légué à la famille Barthélemy de Montheys en 1577 (Vidomne de Leytron) et en 1725 à la famille de Courten. Une intelligente restauration dans les années 1950, l'a préservé de la ruine. La bourgeoisie de Sierre le rachète bientôt ; en 2015, elle entreprend une nouvelle réfection extérieure. Dans cette même rue, on trouve la maison de la famille de Courten, ainsi que l'église Sainte-Catherine, qui date du XVIIe siècle (1649), de facture baroque, qui présente un beau chœur baroque avec un baldaquin inspiré de celui de la basilique Saint-Pierre à Rome. Elle fut transformée en style néoclassique au XVIIIe siècle. En ville, on trouve aussi la chapelle Notre-Dame des Marais, église de style gothique tardif, édifié en 1422, avec une fresque du XVIe siècle sous le porche et un tabernacle de 1524. Datant de la même année, le chœur est dû à l'architecte d'origine piémontaise Ulrich Ruffiner (vers 1480-vers 1550), qui fut très actif en Valais. La nef a été recouverte d'une voûte d'arêtes en 1721. L'édifice a été restauré entre 1968 et 1973 et à nouveau en 2001 - 2002.
Au nord de la ville, dominant Sierre, se trouve le château Mercier, construit au sommet de la colline de Pradegg en 1908 par Jean-Jacques Mercier-de-Molin, descendant d'une riche famille lausannoise. Au nord-ouest, on rencontre le château de Villa, et un peu plus loin, au lieu dit Saint-Ginier (corruption de Genès), une petite chapelle du même nom construite au XVIIe siècle.
À l'est de la ville, sur un rocher, se dresse la haute tour carrée de Goubin (Goubing), construite au XIIe siècle. Au sud, sur la colline de Géronde s'élève un monastère, dont l'église présente une beau chœur gothique consacré en 1500 tandis que sa nef a été baroquisée. L'ensemble domine le lac de Géronde, la vallée du Rhône et la commune de Chippis. Depuis 1935, le dit couvent de Géronde est occupé par les sœurs Bernadines.

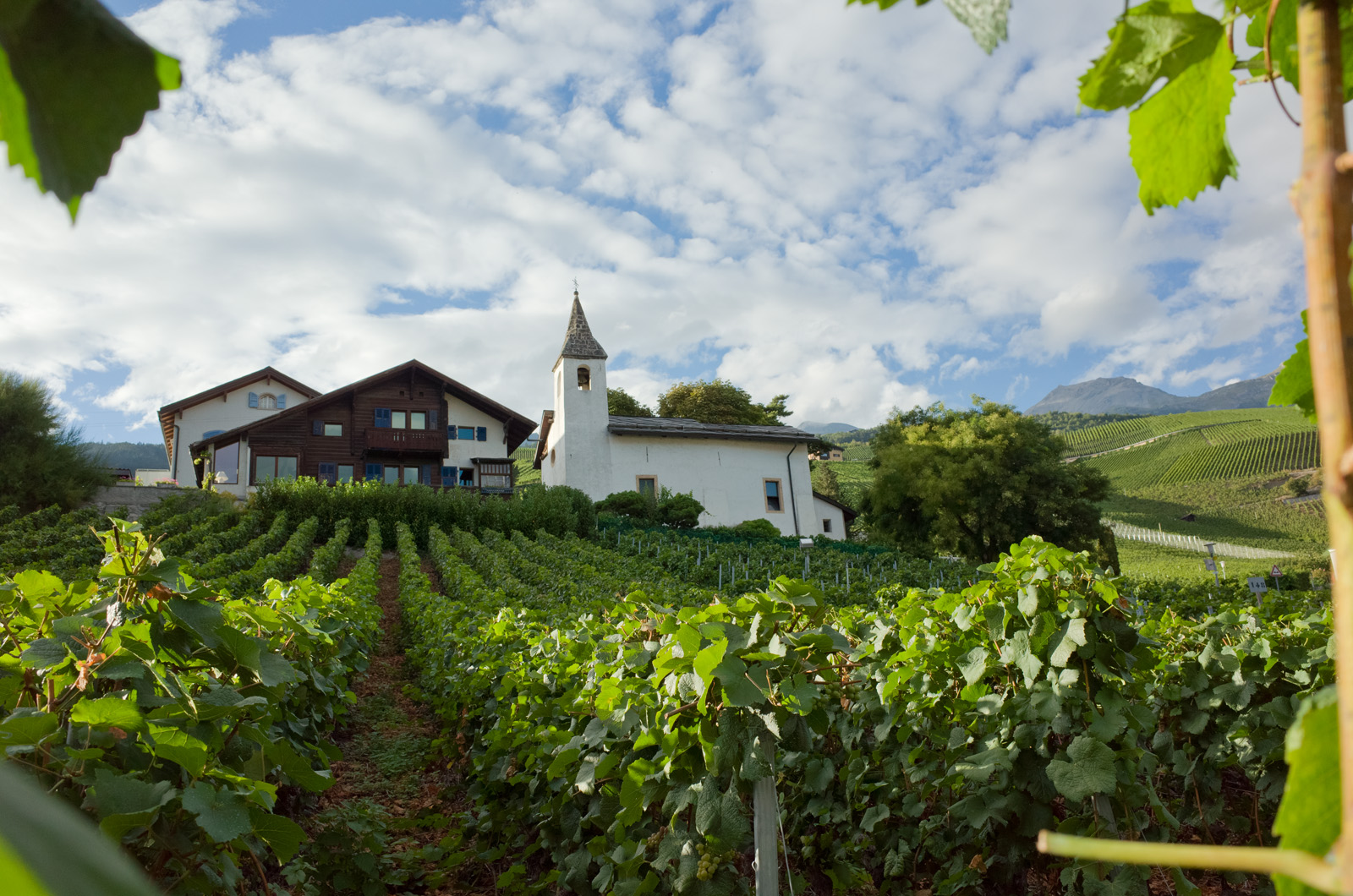
Chapelle Saint-Ginier.

Toujours à l'est, dans le quartier de Glarey se trouve le château de Chastonay, construit par un châtelain de Brigue, Jean-Étienne de Chastonay, au début du XVIIe siècle. Il possède des portes en arc et un cadran solaire. Et un peu plus loin, juché sur une colline qui surplombe Glarey, le château de Rawyr ou Ravire. L'ancienne bâtisse se nommait Bernona et avait été construite en 1412, avant d'être détruite au xviie siècle, au cours des guerres de religion en Valais. La tour de Rawyr a été reconstruite en 1891 et le château, racheté par un privé en 1954, fut reconstruit en 1969.

### Fondations et musées
Une fondation pour le Musée valaisan de la vigne et du vin a été créée en 1982. En 2009, elle a ouvert son musée du vin près du Château de Villa.
La ville abrite dans la Maison de Courten la Fondation Rainer Maria Rilke, qui a pour but de mieux faire connaître l’œuvre du grand poète autrichien qui vécut dans les environs de Sierre, à Muzot, de 1921 à sa mort en 1926.
Une semaine de projections de films est organisée chaque année, début mai, au Cinéma du Bourg, dans le cadre de l'atelier d'écriture Plume & Pellicule organisé par l'association Dreamago, association fondée par la Sierroise Pascale Rey.

### Manifestations significatives
Les principales manifestations se déroulant à Sierre sont la braderie de la Ste Catherine, la course à pied Sierre-Zinal, le Sierre Blues Festival, le Festival Week-end au bord de l'eau, Couleur Pavé et le salon Vinea des vins suisses. Le festival de BD à Sierre s'est déroulé chaque année de 1984 à 2004. Il était alors considéré comme le deuxième plus grand festival de bande dessinée d'Europe après Angoulême.
Le PALP Festival organise depuis 2018 l'événement Carnötzet. La manifestation se déroule sur un week-end et propose des concerts, performances et lectures dans des caves et carnotzet du quartier de Muraz.

### Personnalités
- Sepp Blatter : ancien président de la FIFA, a obtenu un diplôme à l'école supérieure de commerce de Sierre en 1953
- S. Corinna Bille : écrivain, a vécu de nombreuses années à Sierre tout comme son père, le peintre Edmond Bille (1878-1959)
- Didier de Courten : cuisinier suisse de l'année 2005, 19 points au Gault-Millau et 2 étoiles au Guide Michelin, est chef du restaurant et hôtel Le Terminus à Sierre
- Jean Daetwyler : célèbre compositeur de musique, a vécu toute sa vie à Sierre
- Bernard Fellay : Supérieur général de la Fraternité sacerdotale Saint-Pie-X, né à Sierre le 12 avril 1958
- Kevin Germanier (1992-), créateur de mode
- Stéphane Grichting : footballeur professionnel jouant dans l'Équipe de Suisse de football et avec l'AJ Auxerre, est né à Sierre
- Alexandre Jollien : écrivain et philosophe, a étudié à l'École supérieure de commerce de Sierre
- Alexandre Moos : cycliste professionnel né à Sierre
- Roland Muller (1908-1969) : cinéaste, a vécu dès 1947 à Sierre[31]
- Laurence Revey : chanteuse, habite à Sierre
- Aloys Theytaz (1909-1968) : préfet-poète du district de Sierre
- Johann Tschopp : cycliste professionnel né à Sierre
- Jean-Yves Valentini (1950-2012) : footballeur international né à Sierre
- Rudolf Kassner : écrivain autrichien, a vécu à Sierre de 1947 à 1959
- Henriette de Belgique : décède à Sierre en 1948.

### Héraldique
| Blason | Blasonnement : « De gueules au soleil figuré d'or. » |

Les armoiries de Sierre sont attestées dès 1446. Le soleil serait une référence au nom de la commune (astre, en latin : sidus, sideris). Celui-ci est repris sur les armes des communes de la Noble Contrée.

#### Livres
- Gaëtan Cassina, Le district de Sierre I. La ville de Sierre et Chippis, vol. 143, Société d’histoire de l’art en Suisse, coll. « Les monuments d’art et d’histoire de la Suisse », 2021, 415 p. (ISBN 978-3-03797-722-4).
- Olivier Conne, La Contrée de Sierre 1302-1914, Sierre, Grande Bourgeoisie, communes et bourgeoisies de la contrée de Sierre, 1991, 277 p..

#### Fonds d'archives
- Fonds : Sierre, bourgeoisie (1269-1968).  Cote : CH AEV, AB Sierre. Sion : Archives de l'État du Valais (présentation en ligne)..
- Fonds : Sierre, paroisse (1618-1991) [4,90 mètres].  Cote : CH AEV, AP Sierre. Sion : Archives de l'État du Valais (présentation en ligne)..
- Fonds : Sierre Contrée (Grande bourgeoisie de la Contrée de Sierre) (1349-20e siècle) [10,46 mètres].  Cote : CH AEV, Sierre Contrée. Sion : Archives de l'État du Valais (présentation en ligne)..